# ヘルマン・ルムシュッテル (鉄道技術者)
ヘルマン・ルムシュッテル（Hermann Rumschöttel、1844年11月21日 - 1918年9月22日）は、ドイツの鉄道技術者で、お雇い外国人として明治時代の日本で鉄道技術の指導を行った人物である。日本語での表記はほかにルムショッテル、ルムショエッテルなどがあり、また古い時代にはロングショッルドのような表記も見られた。

## 経歴
1844年11月21日、プロイセン王国のトリーアで、郡長の息子として生まれた。1860年にコブレンツ州立工業学校に入学し、1862年に卒業すると実習のために1年間コブレンツの機械工場で勤務した。1863年10月にベルリン工科大学に入学して1866年から1年間陸軍で兵役に就いている。普墺戦争から復員後プロイセン邦有鉄道（プロイセン国鉄）のベルリン鉄道局、中央鉄道局などで仕事をしたが、普仏戦争に際して再度従軍して鉄十字章を受章している。
除隊後、1871年から翌1872年までザール鉄道の建設に携わり、それが終わるとドイツ鉄道建設会社（Deutsche Eisenbahnbaugesellschaft）に入社してイギリスに留学した。1874年からはベルリン市街鉄道の建設および営業に従事し、1876年にはアメリカ合衆国の鉄道を視察している。1883年にプロイセン鉄道監査官に任命され、工場長や倉庫課長、技術課長を務めた。さらに機械製作局長、資材局長を歴任して1885年にプロイセン邦有鉄道機械監督に就任した。この頃に九州鉄道の事業開始のために日本の外務大臣とドイツ公使が鉄道技師を斡旋し、ドイツ政府による人選を経て1887年にルムシュッテルが3年間の予定で日本に派遣された。また、来日に先立って二重橋や大阪の三大橋のドイツでの鋳造に際して製造監督などを任されている。
ルムシュッテルは、それまでイギリス流の鉄道技術が主流であった日本においてドイツ流の技術を持ち込み、以降の日本の鉄道発展に大きな影響を与えることになった。彼の助言の下に、蒸気機関車がクラウス、客貨車はファン・デル・チーペン、その他の資材はドルトムント・ウニオンに発注され、また推薦により職工長ルイ・ガランド (Louis Garland)、機関士カール・ジューシング (Carl Duissung) が採用された。以降1889年（明治22年）に博多駅 - 千歳川仮停車場間の開通を実現させた。社長の高橋新吉との関係は良好で、技術顧問の立場にとどまらず1890年（明治23年）には野辺地久記技師長の退任に伴って九州鉄道技師長に就任して、技術だけでなく経営に関しても指導を行った。日本の他の鉄道がイギリス流のヤード・ポンド法を採用していたのに対して、ドイツの技術の影響を受けた九州鉄道ではメートル法が採用されていた。後に九州鉄道の国有化により一度はヤード・ポンド法に転換したが、1930年に国鉄のメートル法採用に伴って再びメートル法に転換されることになった。
1891年に門司港駅や熊本駅まで路線が開通して来日時に予定していた工事は完了し、日本側の技術者が育ってきたこともあり、1892年（明治25年）に九州鉄道を退職して東京の駐日ドイツ公使館付き技術顧問となった。この頃讃岐鉄道および住友別子鉱山鉄道の上部線についても指導を行っている。またルムシュッテルはベルリン市街線において高架鉄道を建設した実績で知られていたこともあり、この頃東京の中心部を貫通する高架鉄道を計画していた日本鉄道に依頼されて、東京市街高架鉄道の建設構想を練っている。この当時まだ東京駅は存在しておらず、南の官設鉄道（国鉄）の新橋駅（後の汐留駅）と北の日本鉄道の上野駅を結ぶ路線もなかった。そのためこの間をつなぐ縦貫路線が課題となっており、市街地を通り抜けることから高架鉄道とすることは避けられないとも考えられていた。この縦貫路線のうち、後に東京駅となる中央停車場以北を日本鉄道が担当することになっており、その部分の設計をルムシュッテルが担当した。構想では煉瓦積みの高架橋や東京を1周する環状鉄道（山手線）が挙げられていたが、より具体的な設計はルムシュッテル以後に着任したフランツ・バルツァーによるものを待つことになった。
日本滞在中、1889年にプロイセン鉄道の参事官、1891年には鉄道部長に昇任している。また逓信大臣の黒田清隆から推薦を受けて勲四等瑞宝章を1893年に受章した。1894年に帰国してエアフルト鉄道で材料局長や機械監督を任された。退職後は、ベルリン機械製造の社長および会長を務め、ベルリンの名誉市民にも選ばれている。1903年には枢密建設顧問官に任命された。また、1905年には鉄道局の資材購入顧問となり、第一次世界大戦が勃発した1914年までその職にあったが、大戦勃発に伴いこれは解消された。1918年にベルリンにおいて亡くなった。

## 人物
ルムシュッテルは学識深く、温厚で親しみやすい人物であったとされる。指導と教育に優れていたことから、多くの日本の鉄道技術者が彼の影響を受けた。島安次郎、古川阪次郎、朝倉希一といった人物はドイツにおいてルムシュッテルの自宅を訪問している。ルムシュッテルはかわいがっていた姪に遺産が渡るように戸籍上はこの姪を夫人としていたが、ルムシュッテル死後も日本の鉄道関係者はルムシュッテルの自宅を訪れてこの姪の世話になることが多く、ドイツ留学時にルムシュッテル邸に下宿した者もいた。
また大変なビール好きで、ビヤ樽のような体形をしていたという。

## レリーフ
鉄道友の会および日本国有鉄道（国鉄）門司鉄道管理局が中心となって、国鉄88周年記念事業の1つとしてルムシュッテルのレリーフが制作された。制作を担当したのは彫刻家の中野五一で、青銅製の高さ758 mm、幅576 mm、厚さ10 mmのものである。1960年（昭和35年）10月14日に博多駅において除幕式が行われ、当時のドイツ連邦鉄道（西ドイツ国鉄）総裁のハインツ・マリア・エフテリングからも祝辞が寄せられた。この当時博多駅は移転前であったため暫定的に博多駅応接室で保管されたのち、移転完了後のコンコースに設置が行われた。題字は当時の国鉄総裁の十河信二が揮毫している。その後、JR博多シティ開業に際して、屋上のつばめの杜ひろばに再設置されている。